# 솔빈부
솔빈부(率賓府)는 발해시기 지금의 러시아 연해주 우수리스크에 설치되어 금나라때까지 존재한 옛 행정구역이다.

## 연혁

### 발해까지
말갈부족중 솔빈부족이 살고 있었다. 
발해에서 설치한 솔빈부에는 3개의 주가 설치되었다.
광활한 평야지대가 형성되어있어 발해는 이지역에서 말을 길러 타국에 수출했다.

### 요금
요나라에서 발해를 멸망시킨 뒤에 솔빈부의 일부 주민들을 요나라 직할지인 동경도로 이주시켰으나 우수리스크에 있던 솔빈부를 완전히 폐하진 않았다. 
그러나 거란 행정력의 한계로 인해 솔빈부는 생여진의 영역으로 들어가고 말았다. 
금나라는 생여진이 존재했던 북만주 일대에 상경로를 두었고 솔빈을 휼품로(恤品路)로 개명하고 자사를 보냈다. 1124년(천회 2년), 아라로도패근(耶懶路都孛堇)이 살던 콤소몰스크나아무레의 아무르강하구일대가 황폐화되자 이곳으로 옮겼고 만호를 두었다. 해릉양왕이 민호를 폐지하고 속빈로절도사(速頻路節度使)를 두었다.  1171년(대정 11년), 아라로도패근이 본래 살던 곳과 1,000리거리에 있으나 조정에선 그들이 살던 곳을 잊는 것을 염려하여 석토문 친관맹안(古土門親管猛安)을 찰라맹안(押懶猛安)으로 칭하게 했으며 기존 솔빈부 지역인 우수리스크일대를 넘어 연해주의 해안지역 대부분을 통치권으로 편입시켰다. 1198년(승안 3년), 절도부사를 두었다.
서북으로 상경까지 1,570리, 동북으로 호리개까지 1,100리, 서남으로 합라로까지 1,200리, 북쪽국경지대 알가아린(斡可阿憐)천호까지 2,000리거리였다.

## 위치
우수리스크의 발해식 고성터에서 투르크어로 '쉬르빈'이라는 발음이 되는 글이 새겨진 유물이 발굴되었는데, 이로 미루어 보아 현재의 우수리스크에 해당하는 곳에 있다고 보는 것이 주류학설이다.